# Strezovce
Pour le village kosovar, voir Strezovce (Kosovska Kamenica).
Strezovce (en serbe cyrillique : Стрезоввце) est un village de Serbie situé dans la municipalité de Preševo, district de Pčinja. En 2002, il comptait 995 habitants, dont une majorité d'Albanais. 
En septembre 2011, l'assemblée des députés albanais de Preševo, Bujanovac et Medveđa a incité les Albanais de Serbie à boycotter le recensement prévu pour le mois d'octobre de cette année-là ; de ce fait, aucun chiffre de population n'a été communiqué pour les localités de la municipalité de Preševo.

## Démographie

### Évolution historique de la population
| 1948 | 1953 | 1961  | 1971  | 1981  | 1991 | 2002 |
| ---- | ---- | ----- | ----- | ----- | ---- | ---- |
| 922  | 945  | 1 038 | 1 084 | 1 068 | 997  | 995  |

|  |